# Ауксетики
Ауксетики (грец. αὐξητικός (auxetikos) — той, що має тенденцію до збільшення) — це матеріали, що характеризуються від'ємним значенням коефіцієнта Пуассона.
Цей термін був уведений професором Кеном Евансом (Ken Evans) з Ексетерського університету.

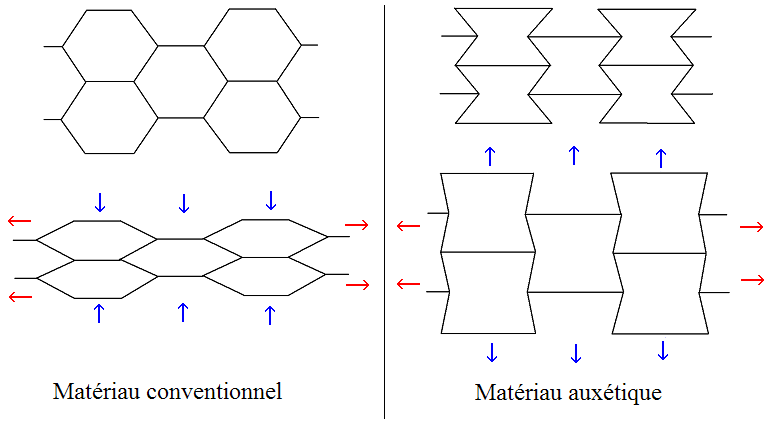
Структура звичайного матеріалу (зліва) і ауксетик із структурою 6-кутного типу (справа)

При розтягуванні матеріали-ауксетики стають товстішими перпендикулярно до прикладеної сили і деформації, викликаної нею. Це відбувається через шарнірно-подібність структури ауксетиків, котра деформується при розтягуванні. Така властивість може обумовлюватись властивостями окремих молекул чи визначатись структурними особливостями матеріалу на макроскопічному рівні. Від матеріалів цього типу очікуються хороші механічні властивості, такі як значне поглинання механічної енергії та високий опір руйнуванню.
Вченим відомо про таку властивість матеріалів вже близько 100 років, але тільки тепер приділили їм особливу увагу. Датою першої публікації, де описано приклад синтетичного ауксетика, очевидно, слід вважати 1987 рік, коли вийшла стаття під назвою «Foam structures with a Negative Poisson's Ratio» («Пінні структури з від'ємним коефіцієнтом Пуассона») автора R.S. Lakes з Університету Айови. Використання терміна «ауксетик» до матеріалу, під яким розумілась саме ця властивість, ймовірно, почалося в 1991 році.
Як приклади ауксетиків можна розглядати:
- Деякі гірські породи та мінерали[2].
- Живі кісткові тканини (хоча це тільки допущення).
- Певні варіанти полімерів політетрафторетилену, таких як Gore-Tex[4].
- Папір, всіх типів[5].
- Органічні ланцюжкові молекули. Нещодавні дослідження показали, що такі органічні кристали, як н-парафіни та подібні їм, можуть демонструвати ауксетичну поведінку[6]

Ауксетики можуть бути ефективними в таких конструкціях як бронежилети, упакування, наколінники і налокітники, можуть використовуватись як надійні амортизуючі матеріали, а також як губки для швабри.